# 婚姻の取消し
婚姻の取消し（こんいんのとりけし、英語: annulment）とは、婚姻の成立において民法731条から民法736条の婚姻障害事由が存在する場合、あるいは、詐欺または強迫による婚姻の場合に、有効には成立しているものの瑕疵のあるこれらの婚姻を取り消す制度である。日本の民法では、婚姻の取消しの制度が一定の瑕疵（婚姻の取消原因）がある婚姻について取消権者が取り消すことで将来に向かってその効力を失わせるものである（民法748条）のに対し、婚姻の無効の場合には最初から婚姻は成立せず婚姻の効力を生じなかったものとして扱われる点で両者は異なる。

## 婚姻の取消原因
婚姻は民法744条から民法747条までの規定によらなければ取り消すことができない（民法第743条）。

### 婚姻障害事由による婚姻の取消し
- 婚姻障害事由のうち民法731条から民法736条までの規定に違反した婚姻は、原則として各当事者、各当事者の親族、検察官から、その取消しを家庭裁判所に請求することができる（民法744条1項本文）。
- 検察官は当事者の一方が死亡した後は、婚姻の取消しを請求することができない（民法744条1項但書）。
- 重婚禁止の規定（民法732条）や再婚禁止期間の規定（民法733条）に違反した婚姻については、当事者の配偶者や前配偶者も、婚姻の取消しを請求することができる（民法744条2項）。
- 婚姻不適齢者の婚姻については、不適齢者が適齢に達したときは、その婚姻の取消しを請求することができない（民法745条1項）。ただ、婚姻不適齢者自身は、婚姻適齢に達した後、3か月間はその婚姻の取消しを請求することができるが、婚姻適齢に達した後に追認をしたときは取消しを請求できない（民法745条1項）。
- 再婚禁止期間内にした婚姻については、前婚の解消・取消しの日から6か月を経過したとき、女性が再婚後に懐胎したときは、その取消しを請求することができない（民法746条）。

### 詐欺または強迫による婚姻の取消し
詐欺または強迫の結果として婚姻をした者は、その婚姻の取消しを家庭裁判所に請求することができる（民法747条1項）。ただし、この取消権は当事者が詐欺を発見し、もしくは強迫を免れた後、3か月を経過したとき、または追認をしたときには消滅する（民法747条2項）。 

## 婚姻の取消しに関する手続
婚姻の取消しの手続は婚姻の取消しの訴えによってなされる（人事訴訟法参照）。

## 婚姻の取消しの効力
- 婚姻の取消しは、将来に向かってのみその効力を生ずる（民法748条1項）。そのため、子は、嫡出子となる。
- 婚姻時に取消原因があることを知らなかった当事者が婚姻によって財産を得たときは、現存利益の程度でそれを返還しなければならない（民法748条2項）。一方、婚姻時に取消原因があることを知っていた当事者は婚姻によって得た利益の全部を返還しなければならず（民法748条3項前段）、相手方が善意であった場合には相手方に対して損害を賠償する責任を負う（民法748条3項後段）。
- 民法749条により姻族関係の終了（民法728条1項）などの離婚に関する一定の規定が婚姻の取消しに準用される。